# Iustiniana Prima
Iustiniana Prima (în sârbă Царичин град) a fost un oraș bizantin care a existat între 535-615, iar în prezent este un sit arheologic, aproape de Lebane de astăzi, Lescovaț, județul Jablanica din sudul Serbiei. A fost fondat de împăratul Iustinian I și a servit ca sediu al unei arhiepiscopii care avea jurisdicția asupra Balcanilor Centrali.
În 1979, Iustiniana Prima a fost adăugat pe lista siturilor arheologice de importanță excepțională, protejate de Republica Serbia.

## Fundament
Înființarea arhiepiscopiei este menționată în Romanul XI al lui Iustinian din 535, când îl ridică pe mitropolit la rangul de Arhiepiscop, independent de arhiepiscopul Salonicului. Această înființare este văzută ca o parte a disputei dintre Iustinian și Arhiepiscopul Illyricum-ului de Est, care era un vicar papal. 

## Istorie
Orașul a fost înființat de împăratul Iustinian I. A existat din anii 530 până în 615 și a fost conceput ca un post de episcop. Orașul a fost creat cu o nouă fundație în onoarea satului în apropiere de Tauresium (identificat cu satul Taor de astăzi din Republica Macedonia, în apropiere de Skopje), locul de naștere al lui Iustinian. De asemenea, oamenii de știință sârbi l-au identificat ca Bederiana, locul de naștere al unchiului lui Iustinian și mentorul său, Iustin I. Planificarea orașului a combinat elemente clasice și creștine: Termele, un forum și străzi cu colonade. Caracteristici tipice mediteraneene au fost combinate cu numeroase biserici.
Iustinian însuși a ordonat întemeierea orașului prin lege în 535, înființând Arhiepiscopia Iustiniana Prima, făcându-l în același timp capitala regiunii Illyricum în loc de Salonic (deși acest lucru este contestat în rândul istoricilor). De asemenea, a fost aleasă ca sediu al diecezei dacice.
Cu toate acestea, Salonicul nu a pierdut de fapt, o mare parte din funcțiile sale administrative, pe scurta durată a vieții Iustinianei Prima. Totuși, această întemeiere nu a fost lipsită de importanță și Iustinian a vrut să fie sigur că acest oraș, care a fost unul dintre proiectele sale preferate, a primit tot sprijinul necesar. În 545, Iustinian a emis o altă lege, subliniind drepturile episcopale și statutul Iustinianei Prima, care este, de asemenea, confirmat prin scrisorile care au fost schimbate între Iustinian și papa Grigore I, la sfârșitul secolului al VI-lea.
În 615 orașul a fost distrus de avarii invadatori care au venit din nordul Dunării
„Prin urmare, el a construit un zid sub forma unui pătrat, plasând un turn la fiecare colț, și a făcut ca acesta să fie numit, așa cum este de fapt, Tetrapyrgia. Și mai aproape de acest loc, a construit un foarte important oraș pe care l-a numit Iustiniana Prima, plătind astfel o datorie de recunoștință față de locul care l-a promovat. În acel loc, a construit, de asemenea, un apeduct făcând astfel ca orașul să fie scăldat din abundență cu apă curentă continuă. Multe alte întreprinderi au fost efectuate de fondatorul acestui oraș - lucrări de dimensiuni mari și demne de reținut. Pentru că a enumera bisericile nu este ușor, și este imposibil de spus în cuvinte numărul locuințelor pentru magistrați, al porticurilor mari, al piețe frumoase, al fântânilor, al străzilor, al băilor, al magazinelor. Pe scurt, orașul este pe atât de mare, pe cât este de populat și binecuvântat în orice fel”.
Procopius' descrierea Iustinianei Prima în Clădirile.
Două fibule și ceramică de origine lucrată în 550-600 arată că o parte considerabilă a locuitorilor din Justiniana Prima, înainte de incursiunea avară, erau fost slavii.

## Sit arheologic
Au existat excavări arheologice pentru aproape 150 de ani cu participarea cercetătorilor francezi.